# Vincenc Tuček
František Vincenc Tuček, auch Vinzenz Tuczek (2. Februar 1755 in Prag – 2. November 1820 in Budapest) war ein tschechischer Sänger, Dirigent und Komponist.

## Leben
Tuček begann seine Laufbahn als Sänger wie als Kapellmeister im Hyberner-Haus und ging als Cembalist zur vaterländischen Bühne in Prag. 1797 wurde er Hofkapellmeister beim Herzog von Kurland, Peter von Biron in Sagan und Náchod. 1799 ging er als Kapellmeister nach Breslau. Von 1806 bis 1809 arbeitete er am Leopoldstädtischen Theater Wien und danach in Budapest. Er komponierte Opern, Operetten und Singspiele, Sinfonien und Instrumentalkonzerte sowie Kirchenmusik.
Sein Sohn war der Musiker und Komponist František Tuček (1782–1850), dessen Tochter Leopoldine Tuček (1821–1883) eine Opernsängerin.